# The Guardians
The Guardians è una serie televisiva britannica in 13 episodi trasmessi per la prima volta nel corso di una sola stagione nel 1971.
The Guardians è un thriller politico distopico ambientato negli anni 1980.

## Trama
Dopo un periodo di disoccupazione di massa, di caos e del completo fallimento del governo, la legge e l'ordine vengono restaurati in Inghilterra quando il governo democratico viene rovesciato da un colpo di Stato senza spargimento di sangue, la famiglia reale fugge in esilio volontario e la Gran Bretagna viene governata dal primo ministro Sir Timothy Hobson. Hobson è inizialmente una pedina di "the General", un ufficiale militare di nome Roger, fino a quando questi non accetta la carica di ministro della Difesa). Hobson porta avanti un benevolo fascismo di stampo paternalistico, sulla base del principio che "la democrazia è una forma di suicidio di gruppo". L'opposizione politica è soppressa da una forza in uniforme paramilitare chiamata "I Guardiani del Regno" (The Guardians o semplicemente "The G").

## Personaggi e interpreti
- Clare Weston (11 episodi, 1971), interpretato da Gwyneth Powell.
- Sir Timothy Hobson (9 episodi, 1971), interpretato da Cyril Luckham.
- Dottor Benedict (9 episodi, 1971), interpretato da David Burke.
- Norman (8 episodi, 1971), interpretato da Derek Smith.
- Eleanor (7 episodi, 1971), interpretato da Lynn Farleigh.
- Christopher Hobson (7 episodi, 1971), interpretato da Edward Petherbridge.
- Tom Weston (6 episodi, 1971), interpretato da John Collin.
- Miss Quarmby (3 episodi, 1971), interpretato da Joan Heal.
- D.S. Arnold (3 episodi, 1971), interpretato da Robert Morris.
- Quarmby (3 episodi, 1971), interpretato da William Simons.
- Lettore notiziario (3 episodi, 1971), interpretato da Michael Smee.
- 2nd Guardian (2 episodi, 1971), interpretato da Emmett Hennessy.
- Geoff Hollis (2 episodi, 1971), interpretato da Peter Howell.
- Autista (2 episodi, 1971), interpretato da John Rapley.
- Felicien de Bastion (1 episodio, 1971), interpretato da André Maranne.

## Produzione
La serie, ideata da Rex Firkin e Vincent Tilsley, fu prodotta da Andrew Brown per la London Weekend Television

### Registi
Tra i registi sono accreditati:
- Robert Tronson in 5 episodi (1971)
- Derek Bailey in 2 episodi (1971)
- Mike Newell in 2 episodi (1971)

### Sceneggiatori
Tra gli sceneggiatori sono accreditati:
- Rex Firkin in 13 episodi (1971)
- Vincent Tilsley in 13 episodi (1971)
- John Bowen in 7 episodi (1971)
- Jonathan Hales in 2 episodi (1971)

## Distribuzione
La serie fu trasmessa nel Regno Unito dal 10 luglio 1971 al 2 ottobre 1971 sulla rete Independent Television.

## Episodi
| Stagione       | Episodi | Prima TV Regno Unito |
| -------------- | ------- | -------------------- |
| Prima stagione | 13      | 1971                 |